# Říčky
Říčky är en ort i Tjeckien. Den ligger i regionen Södra Mähren, i den sydöstra delen av landet, 170 km sydost om huvudstaden Prag. Říčky ligger 447 meter över havet och antalet invånare är 271.
Terrängen runt Říčky är platt åt sydväst, men åt nordost är den kuperad. Terrängen runt Říčky sluttar österut. Runt Říčky är det ganska tätbefolkat, med 65 invånare per kvadratkilometer. Närmaste större samhälle är Brno, 18,7 km öster om Říčky. I omgivningarna runt Říčky växer i huvudsak blandskog.